# دوتوسورو
دوتوسورو روستایی از توابع بخش مرکزی شهرستان جم استان بوشهر در جنوب ایران.
این روستا در دهستان کوری قرار دارد و بر اساس سرشماری سال ۱۳۸۵ جمعیت آن ۵۵ نفر (۱۲ خانوار) بوده است.